# Otto Weber (Politiker, 1894)
Otto Weber (* 26. Juni 1894 in Siegen; † 2. April 1973 in Hannover) war ein deutscher Politiker (NSDAP), thüringischer Justizminister und preußischer Regierungspräsident von Erfurt, zudem SS-Brigadeführer.

## Leben
Weber wurde als Sohn eines Postbeamten geboren, besuchte das Gymnasium in Stolp (Hinterpommern) und legte das Abitur 1913 in Eisenach ab. Nach seinem Studienbeginn an den Universitäten Marburg und Leipzig meldete er sich 1914 als Kriegsfreiwilliger und begann die Offizierslaufbahn. Versehrt und ausgezeichnet nahm er im Januar 1919 ein Studium der Rechtswissenschaften an der Universität Jena auf, das er bereits im August 1920 abschloss. 1921 promovierte er dort. Nach diversen Stationen im Vorbereitungsdienst und der am 12. Juli 1923 erfolgten großen Staatsprüfung wurde er 1932 Hilfsrichter am Oberlandesgericht in Jena.
Im Juni 1931 trat er der NSDAP (Mitgliedsnummer 279.514) bei und zog für sie am 31. Juli 1932 in den Thüringer Landtag ein. 1933 wurde Weber wiedergewählt.
In der neuen Landesregierung von Fritz Sauckel wurde Weber Justizminister unter dem Ministerpräsidenten Willy Marschler. Ab dem 14. Dezember 1934 wurde er vom Oberpräsidenten der Provinz Sachsen Curt von Ulrich mit den Aufgaben des Regierungspräsidenten des Regierungsbezirkes Erfurt betraut und am 27. Mai 1935 mit Wirkung zum 1. Juni 1935 offiziell ernannt. Von Adolf Hitler wurde Weber daraufhin als Thüringischer Staatsminister (im Bereich der Justiz) entlassen, aber umgehend zum Thüringischen Staatsrat ernannt.
Bis 1934 war er Führer des Gaus Jena des Bundes Nationalsozialistischer Deutscher Juristen (BNSDJ). Seit 1934 war Weber erst Ortsgruppenleiter in bzw. Kreisleiter von Weimar, von April 1936 bis Mai 1937 zugleich Kreisleiter der NSDAP in Erfurt. Damit war Weber wieder Sauckel als Gauleiter von Thüringen (wozu Erfurt gehörte) unterstellt.
Am 20. April 1937 wurde Otto Weber zum SS-Oberführer und am 9. November 1940 zum SS-Brigadeführer ernannt. Er trug die SS-Nr. 279.514.
Als am 1. April 1944 die Provinz Sachsen aufgelöst und in die Provinz Magdeburg und Provinz Halle-Merseburg aufgeteilt wurde, wurde Weber vom nun als Oberpräsidenten über den Regierungsbezirk Erfurt herrschenden Sauckel mit der Wahrnehmung der Aufgaben und Befugnisse des Oberpräsidenten in der staatlichen Verwaltung betraut.
Vor dem Ende des Zweiten Weltkrieges wurde Weber durch Angehörige der US-Armee festgenommen, aber bereits im Juni 1948 aus dem Internierungslager Staumühle zu seiner Familie nach Braunlage hin entlassen. Das im August 1949 eröffnete Verfahren (wegen Mitgliedschaft in einer verbrecherischen Organisation, der SS) endete im Dezember 1950 mit der Einstufung als Entlasteter durch den Entnazifizierungsausschuss Braunschweig. Ab 1954 lebte Weber in Hannover, wurde 1956 noch Mitglied der FDP und starb dort 1973.

## Schriften
- Leben Sie wohl, Exzellenz! Offener Brief an General Ludendorff. Selbstverlag, Weimar 1929.
- Nationalsozialismus und Bauerntum: ein Handbuch zur Klärung der nationalsozialistischen Frage. Weimarischer Verlag, Weimar 1929.
- Stellung und Aufgaben des Richters im neuen deutschen Staat. Fink, Weimar 1933. Wurde nach Ende des Zweiten Weltkrieges in der Sowjetischen Besatzungszone auf die Liste der auszusondernden Literatur gesetzt.[6]
- Kleiner Katechismus für die Justizbeamten. Weimar 1934.